# Ідеальний день
Ідеальний день (італ. Un giorno perfetto) — фільм 2008 року італійського режисера Ферзана Озпетека.

## Сюжет
Охоронець Антоніо кожну ніч проводить під вікнами квартири своєї колишньої дружини Емми, яка пішла від нього кілька років тому, забравши з собою дітей.
Після розриву з чоловіком життя Емми почало налагоджуватися; незважаючи на вічну зайнятість і брак часу, вона анітрохи не шкодує про прийняте колись рішенні.
А ось колишній чоловік, який ніяк не може змиритися з цим, із завзятістю божевільного переслідує Емму, раз по раз намагаючись побити її та зґвалтувати.
Зрештою Емма втрачає і роботу, і двох своїх дітей; так невже їй протягом всього життя доведеться розплачуватися за свій невдалий шлюб?

## Цікавинки
«Ідеальний день» багато критиків (особливо в Італії) засудили за те, що в ньому, на їхню думку, пропагуються садизм і жорстокість.
Озпетек ж заявив, що фільм про садиста Антоніо — це зовсім не проповідь насильства. «У ньому йде мова про любов чоловіка до жінки, — сказав режисер, — про ту незвичайною пристрасті, яку відчуває Антоніо до Емми і яка змушує його забути роботу і дітей і думати тільки про цю жінку».
А на завершення своєї заяви Озпетек зауважив, що багато хто з тих суб'єктів, які вбивають своїх дружин, мабуть, нещасливі в любові.

## Нагороди
- номінація на Золотого лева Венеціанського МКФ